# 풍년
풍년(豊年)은 농작물의 수확이 예년에 비하여 잘된 해이다.
비유적으로 어떤 생산물이 매우 많거나 사물의 소득이 매우 많은 상태나 처지를 나타내기도 한다.

## 현대의 풍년
현대에는 매년 풍년이 발생하고 있는 과학의 발달 덕이다.
과거에는 가뭄이 들면 농수의 공급이 원활하지 않아 흉년이 발생하였다.
하지만 오늘날에는 가뭄이 들면 양수기나 농업용헬리콥터로 농지에 농수를 공급하여 흉년을 방지할 수 있다.
따라서 오늘날에는 늘 풍년이어서 오히려 매년 풍년이 들때마다 수확한 농작물이 얼마나 잘 팔릴지를 걱정해야 한다.